# Lista de presidentes da Indonésia
O presidente da República da Indonésia é o chefe de Estado e também chefe de governo da República da Indonésia. O presidente lidera o poder executivo do governo indonésio e é o comandante-chefe das Forças Armadas Nacionais da Indonésia. Desde 2004, o presidente e o vice-presidente são eleitos diretamente para um mandato de cinco anos.
A presidência foi estabelecida durante a formulação da constituição de 1945 pelo Comitê de Investigação do Trabalho Preparatório para a Independência (BPUPK), um órgão estabelecido pelo 16º Exército japonês ocupante em 1º de março de 1945 para trabalhar nos "preparativos para a independência na região do governo desta ilha de Java". Em 18 de agosto de 1945, o Comitê Preparatório para a Independência da Indonésia (PPKI), que foi criado em 7 de agosto para substituir o BPUPK, selecionou Sukarno como o primeiro presidente do país.

## Presidentes
| N.º | Retrato                          | Nome                              | Início do Mandato     | Fim do Mandato                   | Partido      | Vice-presidente        | Eleições |
| --- | -------------------------------- | --------------------------------- | --------------------- | -------------------------------- | ------------ | ---------------------- | -------- |
| 1   |                                  | Sukarno (1901-1970)               | 18 de agosto de 1945  | 12 de março de 1967 (Deposto)    | Independente | Nenhum                 | –        |
| 2   |                                  | Suharto (1921-2008)               | 12 de março de 1967   | 21 de maio de 1998 (Renunciou)   | Golkar       | Vacante (1967-1973)    | –        |
| 2   | Hamengkubuwono IX (1973-1978)    | Suharto (1921-2008)               | 12 de março de 1967   | 21 de maio de 1998 (Renunciou)   | Golkar       |                        | –        |
| 2   | Adam Malik (1978-1983)           | Suharto (1921-2008)               | 12 de março de 1967   | 21 de maio de 1998 (Renunciou)   | Golkar       |                        | –        |
| 2   | Umar Wirahadikusumah (1983-1988) | Suharto (1921-2008)               | 12 de março de 1967   | 21 de maio de 1998 (Renunciou)   | Golkar       |                        | –        |
| 2   | Sudharmono (1988-1993)           | Suharto (1921-2008)               | 12 de março de 1967   | 21 de maio de 1998 (Renunciou)   | Golkar       |                        | –        |
| 2   | Try Sutrisno (1993-1998)         | Suharto (1921-2008)               | 12 de março de 1967   | 21 de maio de 1998 (Renunciou)   | Golkar       |                        | –        |
| 2   | Jusuf Habibie (1998)             | Suharto (1921-2008)               | 12 de março de 1967   | 21 de maio de 1998 (Renunciou)   | Golkar       |                        | –        |
| 3   |                                  | Jusuf Habibie (1936-2019)         | 21 de maio de 1998    | 20 de outubro de 1999            | Golkar       | Vacante                | –        |
| 4   |                                  | Abdurrahman Wahid (1940-2009)     | 20 de outubro de 1999 | 23 de julho de 2001 (Destituído) | PKB          | Megawati Sukarnoputri  | 1999     |
| 5   |                                  | Megawati Sukarnoputri (n.1947)    | 23 de julho de 2001   | 20 de outubro de 2004            | PDI-P        | Hamzah Haz             | –        |
| 6   |                                  | Susilo Bambang Yudhoyono (n.1949) | 20 de outubro de 2004 | 20 de outubro de 2014            | Democrático  | Jusuf Kalla            | 2004     |
| 6   | Boediono                         | Susilo Bambang Yudhoyono (n.1949) | 20 de outubro de 2004 | 20 de outubro de 2014            | Democrático  | 2009                   |          |
| 7   |                                  | Joko Widodo (n.1961)              | 20 de outubro de 2014 | 20 de outubro de 2024            | PDI-P        | Jusuf Kalla            | 2014     |
| 7   | Ma'ruf Amin                      | Joko Widodo (n.1961)              | 20 de outubro de 2014 | 20 de outubro de 2024            | PDI-P        | 2019                   |          |
| 8   |                                  | Prabowo Subianto (n.1951)         | 20 de outubro de 2024 | Presente                         | Gerindra     | Gibran Rakabuming Raka | 2024     |